# بات لولور
بات لولور (بالإنجليزية: Pat Lawlor)‏ هو لاعب قذف أيرلندي، ولد في 1948 في بينيتسبريدج ‏ في جمهورية أيرلندا.